# Seunebok Punti
Seunebok Punti is een bestuurslaag in het regentschap Aceh Utara van de provincie Atjeh, Indonesië. Seunebok Punti telt 376 inwoners (volkstelling 2010).